# Raising Cain
Raising Cain es una película estadounidense de suspense de 1992 escrita y dirigida por Brian De Palma y protagonizada por John Lithgow, Lolita Davidovich y Steven Bauer.

## Sinopsis
Jenny Nix, esposa del eminente psicólogo infantil Carter Nix, está cada vez más preocupada por su marido, al parecer por la preocupación obsesiva que este demuestra sobre la educación de su hija. Su reciente adulterio con un viejo amor causa que se descuide de sus deberes de madre, lo cual solo complica la situación. Cuando comienza a producirse una ola de secuestros locales, una serie de hechos lleva a sus sospechas recaer en su esposo.
Los eventos la obligan a aceptar la posibilidad de que Carter está tratando de recrear los perversos experimentos de control mental que fueron realizados nada menos que por el padre de Carter, un psiquiatra ya fallecido, quien fue repudiado y apartado por la comunidad científica debido a su retorcida obra.
A su vez, Carter lentamente pierde el control sobre su perturbada psiquis, la cual se fractura por completo, causándole el Desorden de personalidad múltiple y llevándolo a cometer varios asesinatos. La policía es alertada por Jenny y su amante, y cada uno por separado comienzan a perseguirlo.

## Reparto
- John Lithgow: el Dr. Nix Carter / Cain / Josh / Margo.
- Lolita Davidovich: Jenny Nix.
- Steven Bauer: Jack Dante.
- Frances Sternhagen: el Dr. Lynn Waldheim.
- Gregg Henry: el Comisario Terri.
- Tom Bower: el Sargento Cully.
- Mel Harris: Sarah.
- Teri Austin: Karen.
- Gabrielle Carteris: Nan.
- Barton Heyman: Mac.
- Amanda Pombo: Amy.
- Kathleen Callan: Emma.
- Ed Hooks: Coroner.
- W. Allen Taylor: Peters.
- Scott Townley: Josh.
- Mary Uhland: la Recepcionista.
- John McGowan: Sam.